# Nhiệt hiện
Nhiệt hiện, hay nhiệt cảm được trao đổi nhiệt bởi một cơ thể hoặc hệ thống nhiệt động trong đó sự trao đổi nhiệt làm thay đổi nhiệt độ của cơ thể hoặc hệ thống, và một số biến vĩ mô của cơ thể hoặc hệ thống, nhưng không thay đổi một số biến vĩ mô khác của cơ thể hoặc hệ thống, chẳng hạn như thể tích hoặc áp suất.

## Sử dụng
Thuật ngữ này được sử dụng trái ngược với nhiệt ẩn, là lượng nhiệt trao đổi được ẩn đi, có nghĩa là nó xảy ra mà không làm thay đổi nhiệt độ. Ví dụ, trong quá trình thay đổi pha như băng tan, nhiệt độ của hệ thống chứa đá và chất lỏng không đổi cho đến khi tất cả băng tan hết. Các thuật ngữ nhiệt ẩn và nhiệt hiện là tương quan.
Nhiệt có thể cảm nhận được của quá trình nhiệt động lực học có thể được tính là sản phẩm của khối lượng cơ thể (m) với nhiệt dung riêng (c) và sự thay đổi nhiệt độ ({\displaystyle \Delta T}):
{\displaystyle Q_{sensible}=mc\Delta T\,.}

Joule mô tả nhiệt độ hợp lý là năng lượng được đo bằng nhiệt kế

Nhiệt hiện và nhiệt ẩn không phải là dạng năng lượng đặc biệt. Thay vào đó, chúng mô tả sự trao đổi nhiệt trong các điều kiện được chỉ định về mặt ảnh hưởng của chúng đối với vật liệu hoặc hệ thống nhiệt động.
Trong các tác phẩm của các nhà khoa học đầu tiên cung cấp nền tảng của nhiệt động lực học, nhiệt hiện có ý nghĩa rõ ràng trong phép đo nhiệt lượng. James Prescott Joule đã mô tả nó vào năm 1847 như một năng lượng được biểu thị bằng nhiệt kế.
Cả hai nhiệt độ hợp lý và tiềm ẩn được quan sát trong nhiều quá trình trong khi vận chuyển năng lượng trong tự nhiên. Nhiệt ẩn liên quan đến sự thay đổi trạng thái, được đo ở nhiệt độ không đổi, đặc biệt là sự thay đổi pha của hơi nước trong khí quyển, chủ yếu là hóa hơi và ngưng tụ, trong khi nhiệt có thể ảnh hưởng trực tiếp đến nhiệt độ của khí quyển.

Trong khí tượng học, thuật ngữ 'thông lượng nhiệt hiện' có nghĩa là thông lượng nhiệt dẫn từ bề mặt Trái đất đến khí quyển. Đây là một thành phần quan trọng trong ngân sách năng lượng bề mặt của Trái đất. Thông lượng nhiệt hợp lý thường được đo bằng phương pháp hiệp phương sai. 